# Rohy (Bohy)
Rohy jsou rozlehlý hospodářský dvůr původně v majetku plaského kláštera. Nachází se v obci Bohy mezi vesnicemi Bohy, Kozojedy a Brodeslavy, asi sedm kilometrů jihovýchodně od Kralovic. Dvůr je zapsán v Ústředním seznamu kulturních památek ČR.

## Historie
Dvůr byl pravděpodobně založen na počátku 16. století Jiřím Bezdružickým z Kolovrat a spolu s ovčínem a rybníkem patřil patří k panství nedalekého hradu Krašov. Norbert Adolf Miseroni z Lisonu (1649–1682) prodává po dlouhých sporech 30. listopadu 1678 celé krašovské panství včetně dvoru Rohy plaskému klášteru za 27 500 zlatých.
Roku 1725 nechal tehdejší plaský opat Evžen Tyttl postavit dvůr nový. Obdélníkový uzavřený dvůr má uprostřed jednoho z kratších křídel jednopatrovou obytnou budovu s mansardovou střechou. Po stranách dvora jsou hospodářské budovy (sýpky, kolny, chlévy). Zajímavá je barokní kamenná stodola s valbovou střechou a dvěma tesanými portály se znaky opata Tyttla a datací 1735.
Po zrušení plaského kláštera přešel dvůr Rohy do správy Náboženského fondu, který jej v pozdějších letech opravoval s využitím zdiva z nedalekého hradu Krašov.
Při pozemkové reformě ve dvacátých letech dvacátého století byl dvůr s výměrou 186,13 hektaru zkonfiskován a rozdělen na zbytkový statek s výměrou 89,13 hektarů, zatímco zbývající pozemky byly rozděleny na 62 přídělů pro drobné zemědělce z Bohů, Kozojed, Bradeslavů a dalších čtyř vesnic.

## Okolí
U zaniklého rybníčku na západ od dvora roste památný strom Rožský dub.

## Osobnosti
Josef Serinek (1900–1974), příslušník protinacistického odboje